# Sarracénie pourpre
Sarracenia purpurea
Espèce
Classification phylogénétique
Répartition géographique
Statut CITES
La Sarracénie pourpre (Sarracenia purpurea) est une espèce de plantes à fleurs de la famille des Sarracéniacées. Cette plante du genre Sarracenia est facilement reconnaissable à ses feuilles refermées sur elles-mêmes, ouvertes vers le ciel et normalement remplies d'eau qui piègent de petits invertébrés. Sa couleur est souvent très rouge, tirant sur le bordeaux lorsqu'elle pousse dans un endroit bien ensoleillé. Il existe toutefois, comme chez les autres espèces de Sarracenia, des formes entièrement vertes dites « heterophylla ».
Son nom vient de Michel Sarrazin (1659-1734), naturaliste, médecin et chirurgien de Nouvelle-France. Elle est l'emblème floral de la province de Terre-Neuve-et-Labrador.

## Description
C'est une plante carnivore herbacée de 45 cm de haut possédant un rhizome. On la trouve dans les zones de marais et de tourbières des climats tempérés de l'est de l'Amérique du Nord.

### Feuilles

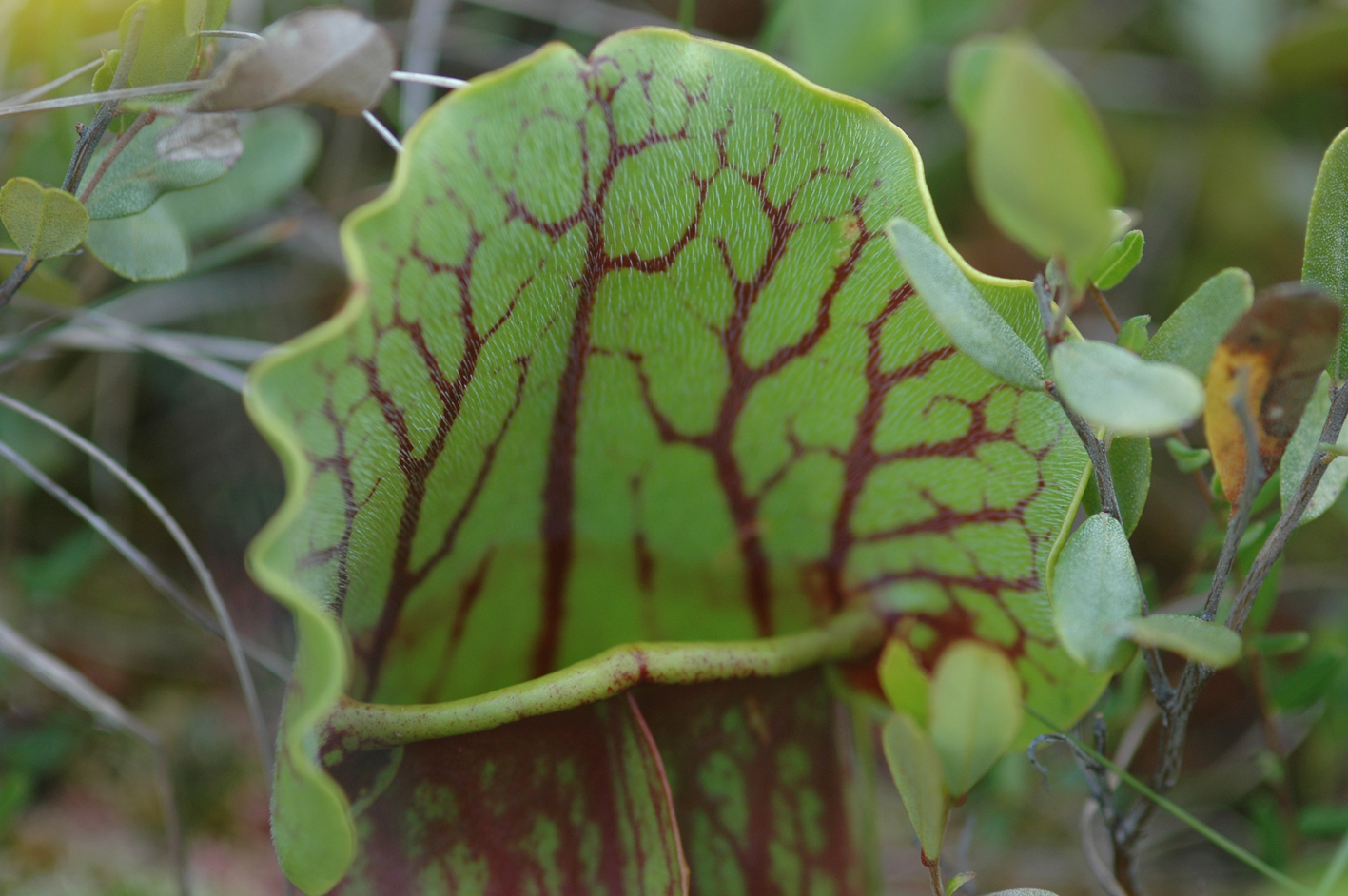
Détail du limbe d'une feuille de S. purpurea. On y voit les veines pourpres et les trichomes.

Les feuilles de la Sarracénie pourpre, persistantes, sont disposées en rosette. Leur pétiole est creux, créant une urne (ascidie) dans lesquelles tombent les proies. La portion basale du pétiole est souvent couchée au sol, tandis que la portion terminale est dressée. Le limbe forme un collet autour de l'ouverture du pétiole. La face intérieure du limbe est couverte de poils (trichomes) orientés vers le sol, ce qui semble à la fois faciliter la capture d'insectes, qui glissent dans la feuille, et empêcher leur remontée. Les feuilles sont vertes, veinées de pourpre.
Sarracenia purpurea purpurea (forme type) présente des feuilles aux marges modestes et rigides. Sarracenia purpurea veinosa a un large bord très ondulé et souple ; la partie ventrue est plus large. Ces deux sous-espèces sont veinées, mais ce caractère est souvent plus apparent chez veinosa car la couleur de fond est plus verte.

### Fleurs

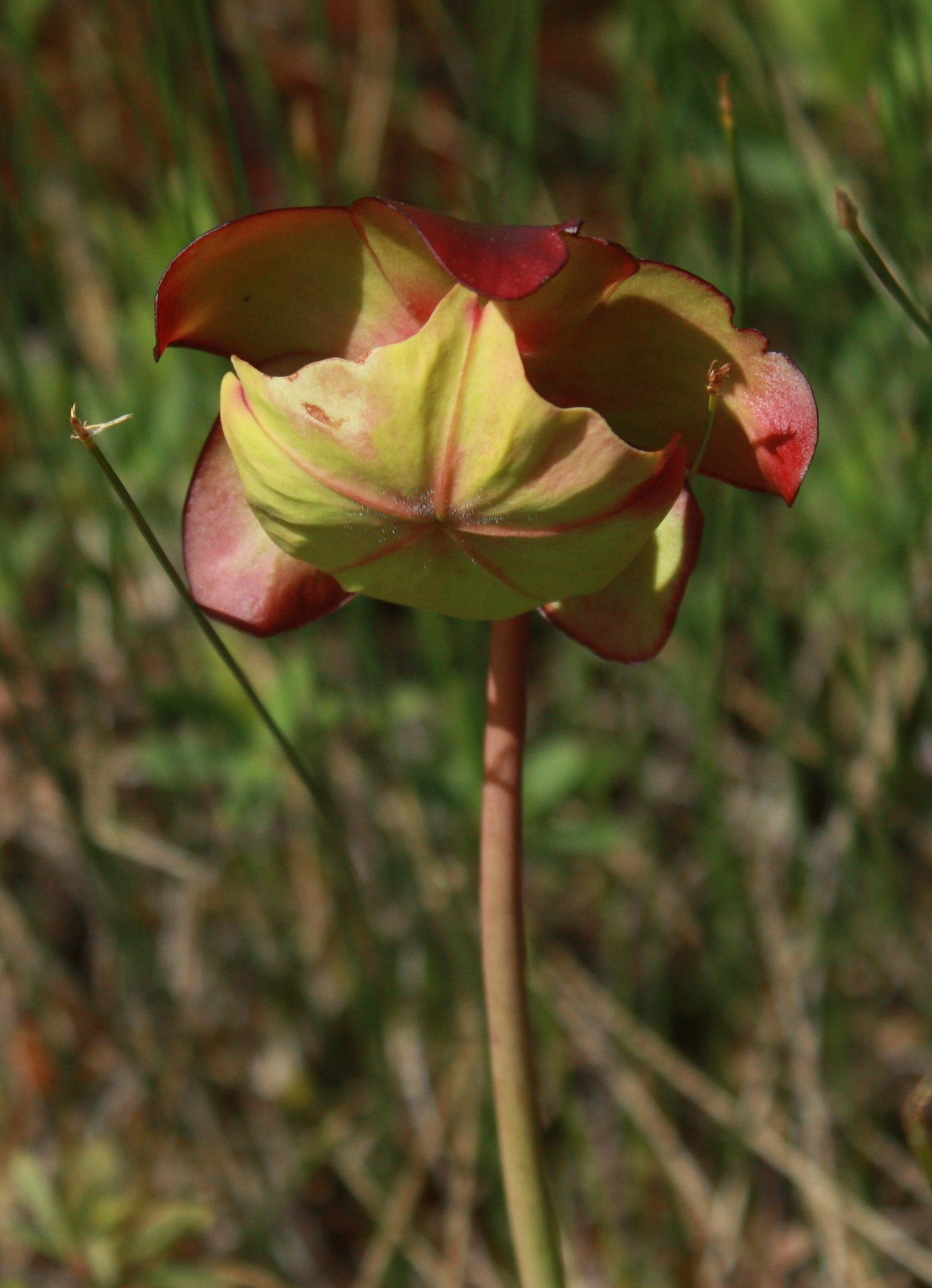
Fleur de Sarracenia purpurea.

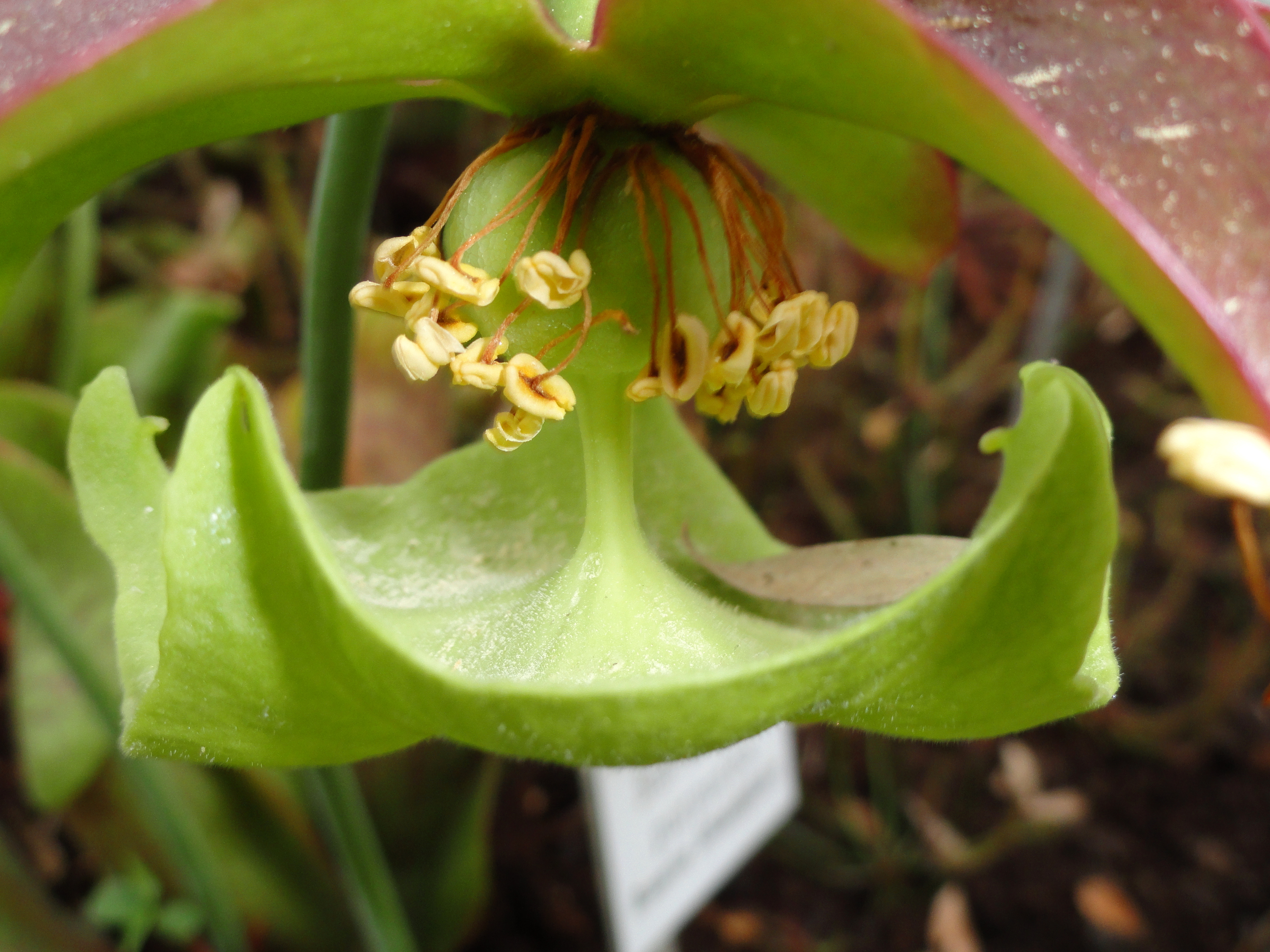
Ovaire et étamines de S. purpurea, entre la corolle (en haut) et le style (en bas).

La Sarracénie pourpre produit généralement une seule fleur par année, parfois deux. Celles-ci sont composées de cinq pétales rouge foncé, sauf pour la forme heterophylla, sans pigment rouge, et dont les fleurs sont jaunes. Les pétales se courbent vers l'intérieur et viennent entourer le pistil vert qui se termine par style énorme en forme d'étoile. Les étamines entourent l'ovaire, qui se trouve à la base du pistil, caché derrière le style.
La floraison est printanière, mais les fleurs demeurent en place tout l'été, parfois jusqu'à l'année suivante.

## Écologie

### Répartition et habitat
Originaire de l'est de l'Amérique du Nord (Géorgie, Alabama, Floride), la sarracenia purpurea a été la première espèce du genre sarracenia à être introduite en Europe, plus précisément en Angleterre au XVIIe siècle. La Sarracénie pourpre est naturalisée dans le centre de l'Irlande et dans le Jura.
Cette plante est typique des milieux humides pauvres et acides que sont les tourbières ombrotrophes (bogs), mais on la retrouve aussi dans les tourbières minérotrophes (fens).

### Carnivorie
Comme plusieurs plantes de tourbières (par exemple droséras, utriculaires), la Sarracénie pourpre pallie la pauvreté du sol en s'alimentant de petits invertébrés. Le piège formé par sa feuille diffère de celui des autres espèces de Sarracénies congénères; il fonctionne par noyade. Pour assurer cette fonction, un certain nombre de caractéristiques sont nécessaires :
- l'urne doit pouvoir se remplir facilement d'eau. Contrairement à d'autres plantes carnivores à urnes, comme les Nepenthes, S. purpurea n'a pas la capacité de produire de l'eau et doit donc récolter l'eau de la pluie. Les chapeaux, qui protègent habituellement les urnes verticales du remplissage, servent, ici, à faciliter la capture d'eau en agrandissant l'ouverture comme un entonnoir. Les poils du chapeau, orientés vers l'intérieur, facilitent aussi la chute des proies.
- l'urne ne doit pas se vider facilement : sa position est posée contre le sol ou, selon la densité du feuillage, coincée contre les autres. Sa paroi est épaisse et solide, ce qui rigidifie le piège et empêche le renversement.

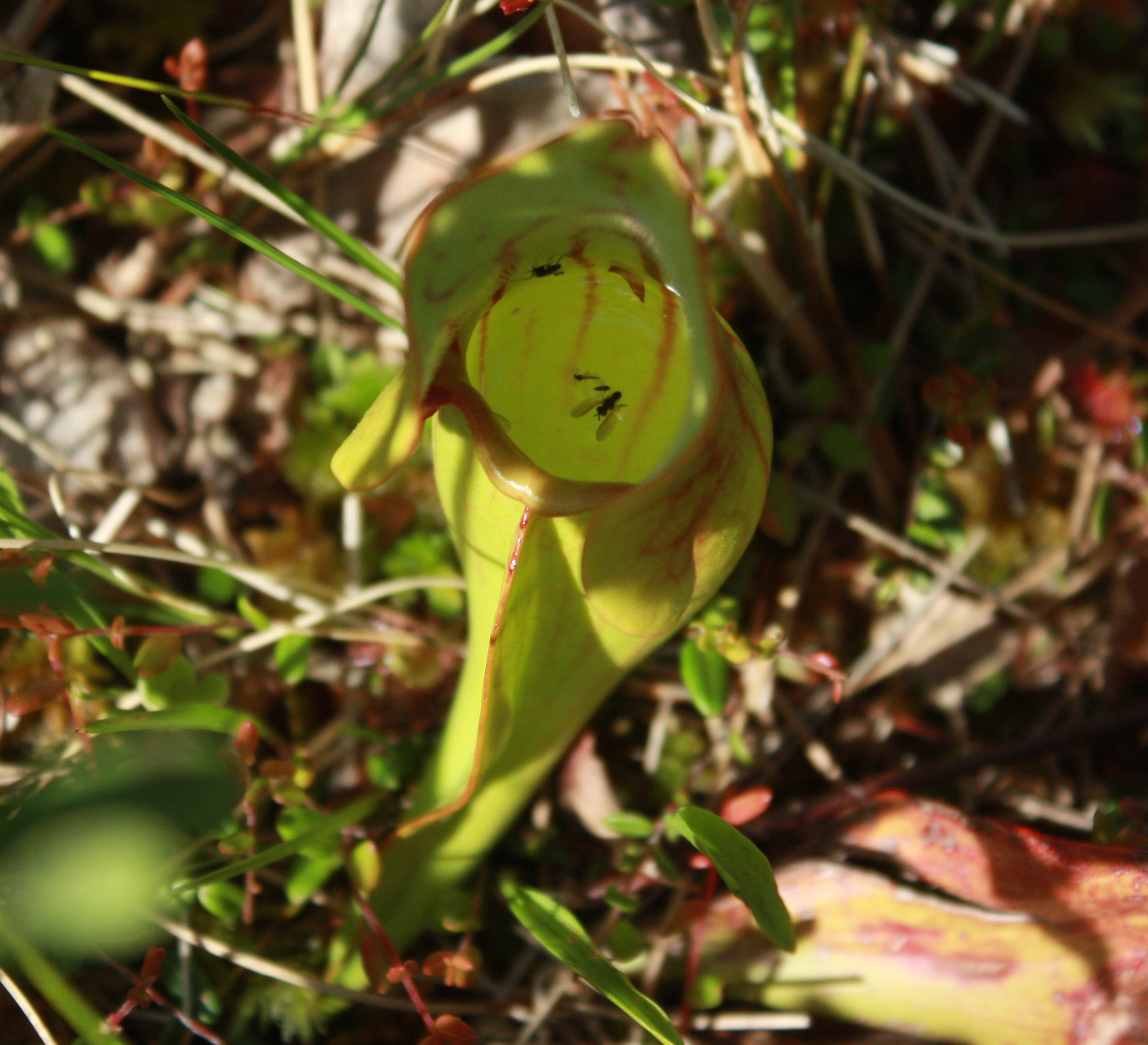
Proies à l'intérieur d'une feuille de S. purpurea.

Autre distinction entre S. purpurea et les autres espèces du même genre : la digestion de ses proies n'est pas assurée uniquement par sa production d'enzymes. La production d'enzymes a été confirmée en 1997 par deux chercheurs de l'université de Californie. Parmi les points intéressants qui ressortent de cette étude, on note d'une part que la sécrétion d'enzymes n'est pas continue, et est déclenchée par un signal chimique. D'autre part, on y met en évidence l'absence d'excrétion de chitinases, nécessaires pour commencer la digestion des insectes, dont l'exosquelette est composé de chitine. Il semble donc qu'une partie de la digestion est assurée par des bactéries présentes dans l'eau et par des larves de mouches qui vivent dans les feuilles.
La façon dont la Sarracénie pourpre attire ses proies demeure méconnue. Des chercheurs ont comparé les émissions de composés volatils de différentes espèces de Sarracénies pour se rendre compte que S. purpurea n'en émet à peu près pas, par comparaison aux autres. Ces mêmes chercheurs émettent l'hypothèse que S. purpurea se fie à l'odeur de décomposition due aux composés émis par les bactéries (diméthyldisulfure), pour attirer des proies.
Les animaux tombant dans les ascidies sont principalement des invertébrés comme des mouches, des fourmis et des limaces. Toutefois, des vertébrés comme des amphibiens et des lézards sont parfois retrouvés dans les feuilles d'autres Sarracénies et on a observé la présence de tritons noyés chez S. purpurea.

### Phytotelme et espèces inquilines
Les feuilles creuses de la Sarracénie pourpre constituent un phytotelme riche, abritant de nombreux organismes inquilins. La diversité de ces derniers, qui atteint jusqu'à 165 espèces, est parmi les plus importantes observées à l'intérieur d'urnes de plantes pichets (en). On y trouve des bactéries, des algues, des protozoaires, des rotifères, des crustacés et des insectes. 14 espèces d'insectes sont connues pour être obligatoire associés à S. purpurea pendant au moins un stade de leur développement. Parmi ceux-ci, trois espèces de diptères ont fait l'objet d'études approfondies. Il s'agit du culicidé Wyeomyia smithii, du sarcophagidé Blaesoxipha fletcheri et du chironomidé Metriocnemus knabi.

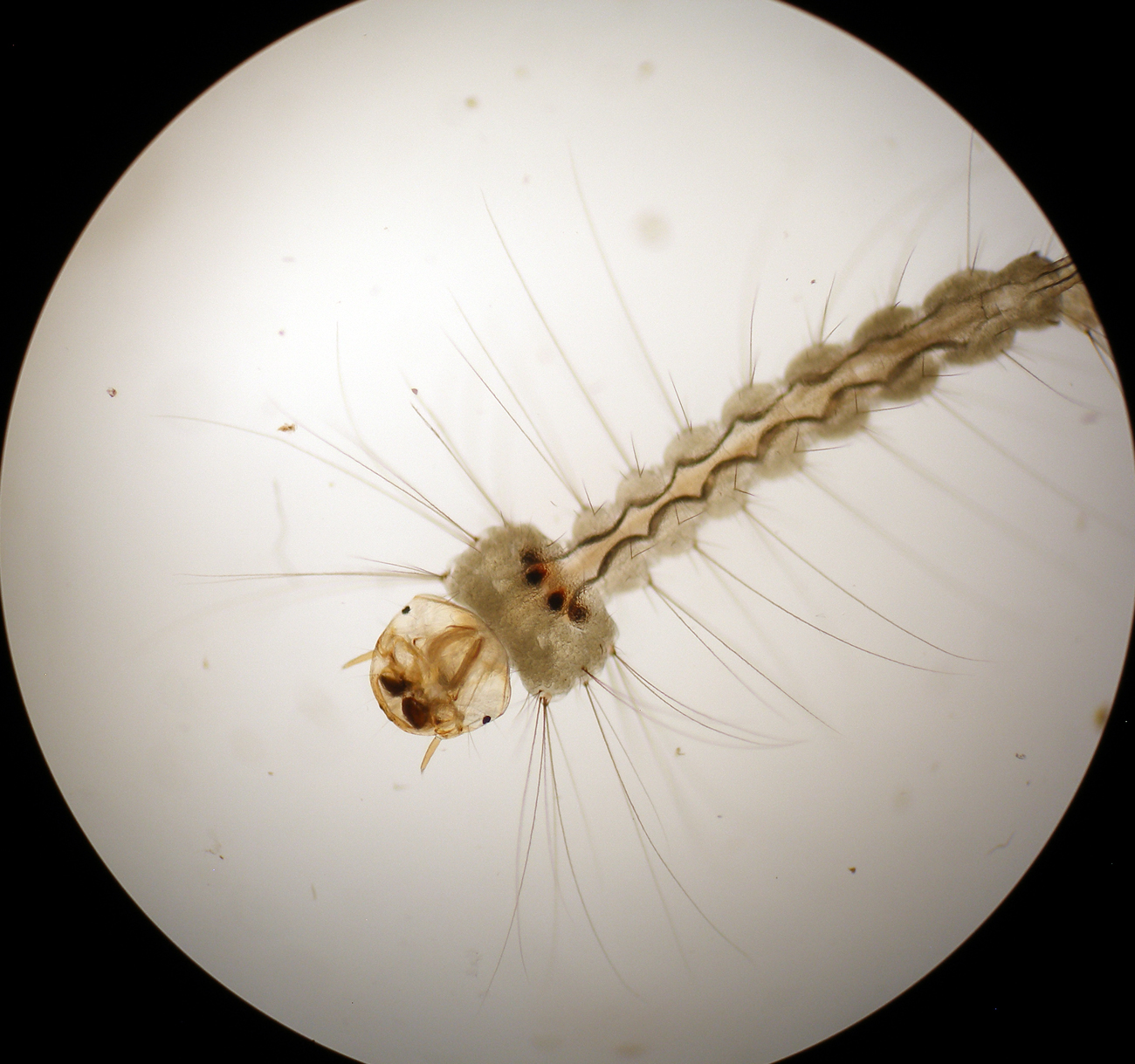
Une larve de Wyeomyia smithii, un moustique se nourrissant de particules nutritives en filtrant l'eau des feuilles de S. purpurea.
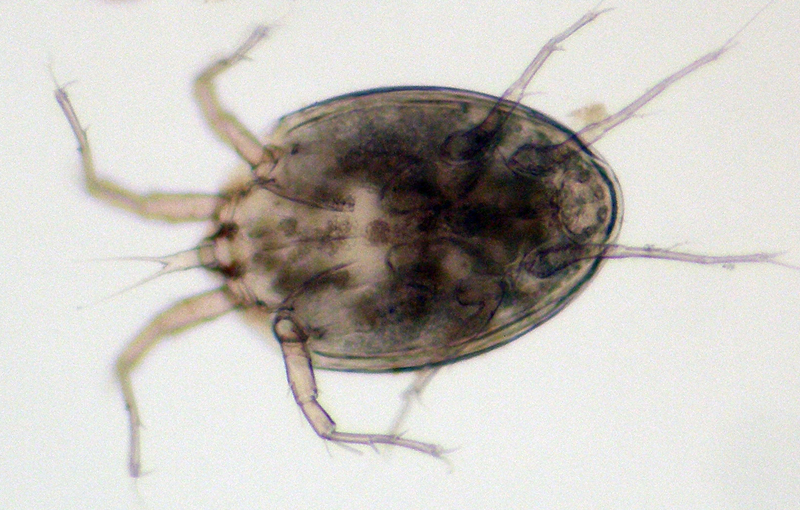
Sarraceniopus gibsoni, une espèce d'acarien vivant dans les feuilles de S. purpurea.
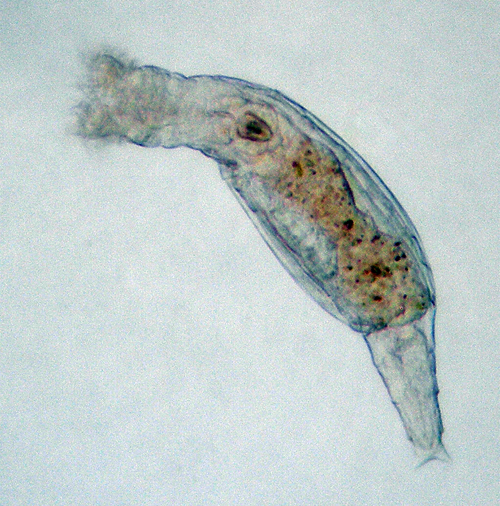
Habrotrocha rosa, une espèce de rotifère bdelloïde confinée aux feuilles de la sarracénie pourpre.
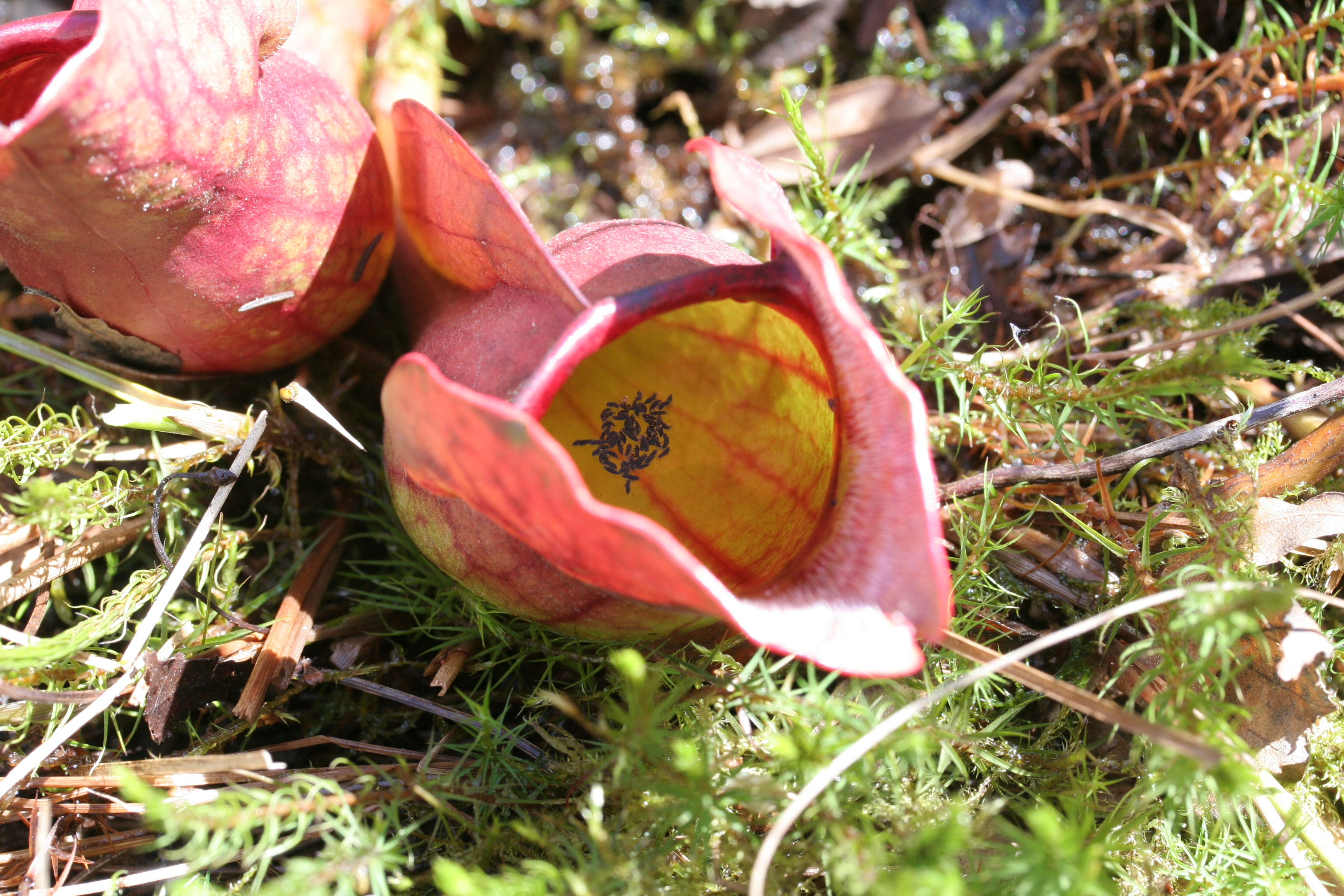
Sarracenia purpurea, à Saint-Narcisse, au Québec, au Canada.
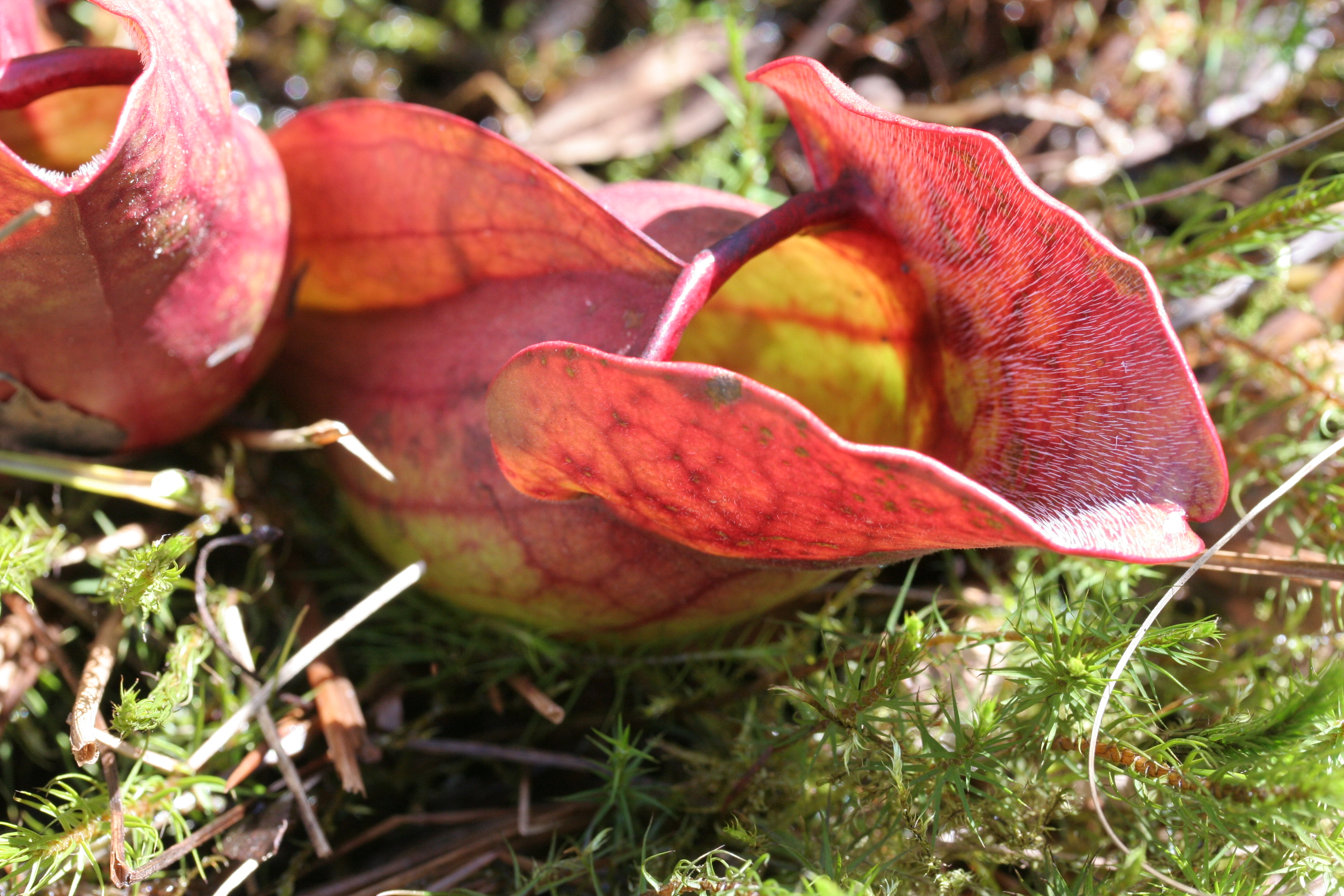
Sarracenia purpurea, à Saint-Narcisse, au Québec,au  Canada.

## Culture

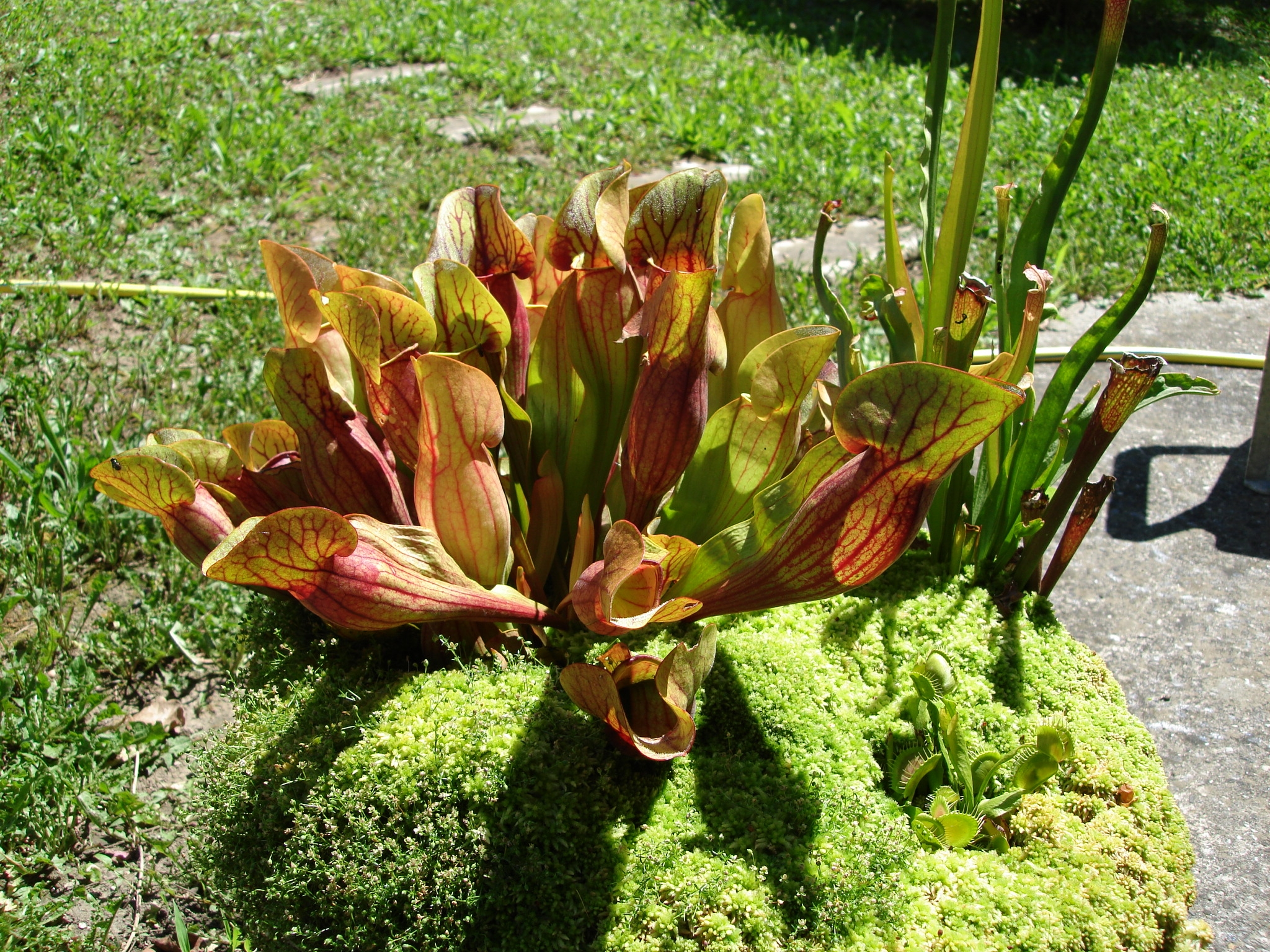
Une Sarracénie pourpre cultivée en France.

Elle peut pousser sur 100 % de tourbe blonde, et en sol très pauvre et acide. On doit l'arroser avec de l'eau de pluie, osmosée ou déminéralisée. On ne doit surtout pas arroser les urnes lorsqu'elles sont remplies, il est nécessaire de les remplir seulement lorsqu'elles sont vides.
On doit la placer au plein soleil pour que la plante soit vigoureuse et de belle couleur. En hiver, elle n'a pas peur que l'eau de ses urnes gèle, au contraire ; c'est bénéfique pour elle car cela lui apprend à résister plus au froid. Durant la période de l'hiver, arrosez-la avec parcimonie, car si elle a trop d'eau la cristallisation se fait plus rapidement donc le substrat gèle, mais elle ne craint pas que le substrat gèle complètement. Vers le printemps ou l'été elle peut faire de belles grandes fleurs pourpres, d'où son nom purpurea. Mais si elle fleurit vers fin septembre, la fleur sera « atrophiée » et pompera beaucoup d'énergie à la plante. Si vous la laissez sans couper la hampe, elle ne fera pas de graine. Presque toutes les plantes carnivores tuées le sont à cause de l'engrais[réf. souhaitée] ; effectivement, il n'est pas nécessaire de lui en donner et cela vaut pour toutes les plantes carnivores, car elle ne ferait alors plus de pièges, puisqu'elle n'aurait plus besoin de ceux-ci pour se nourrir.

## Sous-espèces
Il existe plusieurs variantes de Sarracenia purpurea. Certaines variétés sont appelées venosa parce qu'elles laissent apparaître des veines rouges et orange. Ne sont reconnues que :
- var. burkii (Schnell)
- var. montana (Schnell & Determann)
- var. purpurea (L.)
- ssp. purpurea (L.)
- ssp. venosa (Raf.)

## Utilisation

### Phytothérapie
Un rapport de l'OMS de 2010 mentionne que des extraits de Sarracenia purpurea permettent de limiter efficacement la réplication du
virus variolique et du virus de la vaccine et suggère de plus amples recherches afin de déterminer le principe actif et d'envisager de développer un agent thérapeutique anti-orthopoxvirus (anti-variolique) au travers d'expériences sur un modèle animal.
La sarracenia purpurea en fleurs exhale malheureusement une odeur de "pipi de chat" qui dissuade d'en faire des bouquets.